# Сладкий фильм
«Сладкий фильм» (англ. Sweet Movie) — фильм режиссёра Душана Макавеева. Совместное производство компаний Канады, Франции, ФРГ, 1974 год. Эпатажная социальная сатира, драма с многочисленными элементами сексуального характера. Фильм запрещён к прокату в большинстве стран мира.

## Сюжет
Мисс Канада побеждает в конкурсе «Мисс Девственность» (гинеколог удостоверяет этот факт прямо на сцене шоу). Её берёт в жёны мистер Капитал — миллиардер и законченный параноик. Новая жена быстро утомляет его. Мать Капитала пытается её убить, но после неудачной попытки отдаёт в руки телохранителя Джереми Мускула. Тот запаковывает голую мисс Канаду в чемодан и отправляет в Париж. Неизвестно каким образом оказавшись на Эйфелевой башне, едва очнувшись, женщина вступает в связь с певцом Эль Мачо. Очень скоро она попадает на самое дно общества — в коммуну Отто Мюля, открыто исповедующую венский акционизм с такими сопутствующими атрибутами, как массовые совокупления и экскрементальные хэппенинги.
Как новый поворот сюжета на водах реки, недвусмысленно символизирующей Время, возникает судно с огромной бутафорской головой Карла Маркса вместо гальюнной фигуры. Управляет кораблём Анна Планета, которая в пролетарской робе является воплощением образа Революции. На корабль попадает матрос с броненосца «Потёмкина». Он вступает с Анной в связь, но после очередного соития на горе сахара она пронзает его кинжалом в сердце. На корабль пробираются беспризорники-подростки. Анна-Революция прельщает их сладостями и соблазняет своим обнажённым телом. Позже тела детей и матроса-потёмкинца находят на берегу Сены в пластиковых пакетах. Анна арестована полицией. Неожиданно дети начинают возрождаться из пакетов-коконов.

## В ролях
- Кароль Лор — Мисс Канада
- Джон Вернон — мистер Капитал
- Анна Пруцналь — Анна Планета
- Пьер Клеманти — матрос с «Потёмкина»
- Сами Фрей — Эль Мачо
- Рой Каллендер — Джереми Мускул, телохранитель
- Джордж Мелли
- Джейн Мэллет
- Отто Мюль

## Критика

### Негативные отзывы
- Джеффри Андерсон, обзор на сайте Combustible Celluloid: «Югославский режиссёр Душан Макавеев со своим „Сладким фильмом“ (1974) продолжает следовать своей линии. Там он пытается выровнять разрозненные элементы свободного визуального ряда, начатого ещё в „W. R. Мистерии организма“, но вместо этого ему удаётся только вывернуть желудок. Большинство из этих отвратительных изображений вызывают только разовое потрясение, но не складываются в единое целое»[3].

- Джон Вебер, обзор на сайте «Bad Movie Night»: «Если вы ищете странное, плохое, неприятное, тяжёлое, недопустимое кино, — найдите копию „Сладкого фильма“ от Душана Макавеева… Оно было сделано в 1974 (и нет никаких сомнений, это был продукт 1970-х годов), и является одним из самых возмутительных фильмов, которые я когда-либо видел. Представьте себе, изображение голой женщины в бассейне с шоколадом вперемежку с архивными кадрами жертв лагерей смерти Второй мировой войны, не говоря уже о (сценах) соблазнения женщиной семи-восьмилетних детей»[4].

### Нейтральные отзывы
- Роджер Эберт, критик Chicago Sun-Times (находящийся с Душаном Макавеевым в товарищеских отношениях и публикующий вплоть до этого исключительно хвалебные отзывы о его творчестве): «Я не питаю к нему (фильму) отвращения, хотя он поверг меня в недоумение, иногда самыми неприятными способами. Я не считаю, что это успех, но я нахожу искания смелыми и полными образами, которые невозможно забыть»[5].

### Позитивные отзывы
- Давид Стерритт, рецензент компании The Criterion Collection: «Все, что вы слышали о „Сладком фильме“, смелой и скандальной политической комедии югославского режиссёра Душана Макавеева, с большой долей вероятности неверно. С тех пор, как в 1974 году состоялась премьера этого хулиганского шедевра в Каннах, эксперты опрометчиво назвали его диким, грубым и агрессивно напористым. Напор здесь является одним из элементов общего замысла; критики, называющие происходящее непрерывной оргией, не смогли увидеть того, что в действительности происходит на экране. Далеко не случайно, „Сладкий фильм“ является по настоящему художественным, обдуманным и здравым фильмом, который использует всё имеющееся в его распоряжении — от ужасающе серьёзных моментов до диковато весёлых, — чтобы вытряхнуть зрителя из ленивого, затуманенного состояния, которое душит свободу, творчество и счастье. „Сладкий фильм“ по-настоящему новаторский, нарушающий кинематографические правила и расширяющий художественные границы»[6].

## Дополнительные факты
- Анна Планета — образ, появившийся непосредственно в ходе съёмок. Капитаном судна должна была стать сама Мисс Канада, но Кароль Лор, задействованная ранее в нескольких эпизодах откровенного характера, отказалась участвовать в некоторых последующих сексуальных сценах и прервала съёмки. В фильм был введён новый персонаж, который исполнила Анна Пруцналь[5]. Это сюжетно разделило фильм на две части.
- Анна Пруцналь была обвинена в антисоветизме и в течение 7 лет с выхода фильма не могла добиться разрешения на въезд в родную Польшу, в том числе на похороны матери.
- Отто Мюль в одном из интервью открестился от фильма, назвав его «абсолютным китчем».